# Математичне моделювання технологічних процесів
Термін математичне моделювання технологі́чних проце́сів має декілька нерозривно пов'язаних між собою смислових значень:
- Математичне моделювання технологічних процесів — процес побудови математичної моделі, об'єктом якої є технологічний процес чи його складові, і яка призначена для вирішення конкретних практичних задач:
  - розроблення нових технологічних процесів чи вдосконалення існуючих;
  - визначення та/або прогнозування характеристик чи показників технологічного процесу або його результатів, які неможливо чи економічно недоцільно визначити в реальних умовах;
  - навчальні чи демонстраційні моделі, які надають можливість візуального представлення реальних процесів і явищ, що являють собою чи супроводжують технологічні процеси або окремі його складові;
  - імітаційні моделі які дозволяють візуалізувати технологічні процеси чи їх елементи, та які призначені для реклами, розваг, популярних телепередач тощо.
- Математичне моделювання технологічних процесів — метод дослідження технологічних процесів чи їх складових шляхом побудови їх математичних моделей і дослідження цих моделей в різних умовах.
- Математичне моделювання технологічних процесів — навчальна дисципліна, яку вивчають майбутні фахівці вищих навчальних закладів практично усіх галузей діяльності людини, таких як машинобудування, транспорт, біологія, медицина, процеси управління та прийняття рішень тощо. Це одна із найбільш поширених навчальних дисциплін у вищих навчальних закладах.

## Загальні положення
У промисловій практиці універсальним і загальним є прагнення максимально можливого наближення до поставленої мети найбільш швидким способом і з найменшими витратами.
Практика показує, що великі ускладнення викликає навіть однозначне формулювання мети в кількісному вираженні, так звана цільова функція, або критерій ефективності. При цьому часто доводиться одночасно вирішувати суперечливі задачі, наприклад, про підвищення вилучення корисного компонента при одночасному зниженні собівартості переробки корисної копалини. Задача полягає у тому, щоб знайти екстремальне значення цільової функції, аргументами якої є продуктивність, якість корисної копалини, витрати матеріалів і реагентів тощо. Необхідно також враховувати і те, що діяння управління можуть змінюватись лише у визначених межах. Крім того, на систему можуть бути накладені додаткові обмеження: на значення параметрів процесу, на складність алгоритму управління, на обсяг використаної інформації й ін.
Оптимальне управління процесом може розглядатись як прийняття визначених рішень, що відповідають змінам ситуації. Прийняття рішення пов'язане з вибором якогось одного рішення з їх можливої множини. Чим більше варіантів, тим більше інформації необхідно для їх характеристики й тим більш громіздким буде опис усієї задачі.
У процесі прийняття рішення оперують функцією, аргументами якої є допустимі варіанти рішення, а значеннями — числа, що описують міру досягнення поставленої цілі. Задача прийняття рішення тим самим зводиться до знаходження максимального (або мінімального) значення цільової функції, а також значень аргументів, при яких цей максимум досягається. Для відшукання оптимального рішення у подібній ситуації одним з найефективніших методів є математичне моделювання. Правильно побудована модель допомагає досліднику отримати нову інформацію про модельований процес. При цьому, у випадку складних технологічних систем, які часто зустрічаються у практиці роботи збагачувальних фабрик, така інформація може бути отримана тільки таким способом.
Теоретичне дослідження фізичної системи починається з вивчення загальних законів, які відображають досвід, накопичений для інших аналогічних систем. Використовуються рівняння кінетики хімічних реакцій, енергетичного і матеріального балансу, що витікають з загальних законів збереження маси і енергії, і особливо закон великих чисел або великих мас.
Певні технологічні процеси важко задовільно описати теоретичними моделями, основаними за принципами фізичних явищ масопереносу або балансових рівнянь, через складність протікання цих процесів і ще недостатньо чітке їх розуміння. У цьому випадку для практичних цілей можна застосувати емпіричний спосіб побудови моделей. Вони складаються на основі методологічної концепції «чорного ящика» і виходять з можливості описання механізму протікання процесів на основі вхідних і вихідних змінних параметрів без проникнення у сутність досліджуваного процесу.
Математичні моделі бувають статичні «y=f(x)» і кінетичні або динамічні «y=f(x, t)», які прямо або непрямо враховують тривалість досліджуваного процесу. Отримана будь-яким способом модель частіше за все справедлива тільки у визначеному діапазоні змін ∆х, які потрібно вказувати поряд з похибкою при записі моделі.

## Сучасні засоби моделювання технологічних процесів

### В галузі управління

#### AnyLogic
Одним із найбільш універсальних засобів моделювання процесів управління підприємствами чи виробничими системами є програмне забезпечення AnyLogic. AnyLogic може застосовуватися для моделювання технологічних процесів:
- виробничих систем;
- перевезень сировини та продукції, логістики та постачання;
- роботи складів, аеропортів, вокзалів, стоянок транспортних засобів;
- роботи ринків, прогнозування динаміки попиту і пропозиції, оцінки конкурентоспроможності та конкурентних переваг;
- бізнес-процесів тощо.

#### Clobbi
Система «Clobbi» — програмний продукт, який дозволяє створити математичну модель підприємства і, як керувати ним, так і відпрацьовувати різні стратегії управління (так званим сленгом — керувати «підприємством в хмарі» (рос. «Управление предприятием в облаке»)), застосовуючи хмарні ресурси та технології. Система є спільною розробкою фахівців в галузі керування підприємствами з Великої Британії та України. Об'єктами системи є:
- виробництво (планування, управління та контроль в режимі реального часу, інтегрування із CAD-системами);
- управління персоналом (штати, табельний облік, заробітна плата, набір та підготовка);
- управління продажами та закупками (маркетинг, формування і управління базами клієнтів, управління запасами, оцінка затрат) та ін.

Може застосовуватися у різних галузях промисловості, таких як машинобудування та металообробка, виробництво будівельних матеріалів та будівництво, харчова та хімічна промисловість, виробництво товарів широкого попиту тощо.

### В галузі металургії та оброблення металів

#### QForm VX
QForm VX — програмне забезпечення компанії QFX Simulations Ltd для математичного моделювання і оптимізації процесів формування металовиробів та екструзії металевого профілю. Програма забезпечує можливості моделювання процесів:
- кування;
- штампування;
- вальцювання (гарячого та холодного, у тому числі, коліс та кілець);
- екструзії;
- термічної обробки;
- процесів зміни мікроструктури у процесі технологічних операцій оброблення.

У процесі вивчення теорії різання на кафедрі технології машинобудування Механіко-машинобудівного інституту студентами Національного технічного університету України «КПІ ім. Ігоря Сікорського» застосовуються методи математичного моделювання технологічних процесів оброблення металів різанням, зокрема таких, як точіння, фрезування, свердління, абразивного оброблення, визначення шорсткості поверхонь тощо. Програмне забезпечення, яке моделює ці процеси, дозволяє визначати та візуалізовувати як сили, переміщення, напруженості та ін., так і самі процеси у режимі реального часу.

### В галузі машинобудування
В галузі машинобудування та суміжних галузях лідером з постачання програмного забезпечення для моделювання технологічних процесів є міжнародний концерн Siemens. Основними об'єктами моделювання є такі технологічні процеси:
- функціонування складальних ліній і цехів із робітниками;[6]
- функціонування роботизованих виробництв;[7]
- математичні моделі робітників та визначення за їх допомогою ергономічних характеристик обладнання і процесів;[8]
- рух матеріалів, сировини, складових частин та логістика;[9]
- функціонування виробництв (моделі на макрорівні)[10] тощо

### У військовій сфері
Для розроблення оптимальних стратегій і тактик ведення бойових дій та/або навчання особового складу все ширше застосовують методи математичного моделювання та імітації процесів ведення бою, керування бойовими засобами і установками, засобами ведення електронної війни, протиповітряної оборони чи засобами її подавляння, виконання технологічних процесів обслуговування складної військової техніки тощо.

#### Засоби та технології моделювання компанії Textron Systems
Система моделювання FORTRIS™ (англ. Force On-Force Reactive Tactical Readiness IADS Simulation (FORTRIS)) фірми Textron Systems забезпечує можливість комплексного моделювання бойових дій в реальному часі між ворожими і дружніми силами. Синтетичне середовище в FORTRIS™ містить справжню багатошарову імітацію інтегрованої системи протиповітряної оборони (Integrated Air Defense System), яка може діяти та реагувати як загальна система, так і як окремі учасники цієї системи, що робить її ідеальним інструментом для вироблення стратегії і тактики, а також, для навчання військового персоналу різних рівнів.
Система A2PATS® (англ. Advanced Architecture Phase Amplitude and Time Simulator) призначена для перевірки того, що американські та союзні авіаційні системи електронної війни мають можливість точно визначати, ідентифікувати та захищатися практично від усіх ракетних загроз наземного базування та для навчання їх персоналу.
«Пере-налагоджувальний тренер» (англ. Reconfigurable Trainer Textron Systems) спеціально розроблений для підтримки багатьох вимог як до імітаційного, так і до навчального пристроїв. Його відкрита архітектура ефективно об'єднує повітряні, морські, сухопутні та космічні платформи і встановлюване на них обладнання. «Тренер» складається з реплікованих фотореалістичних панелей, загального інтерфейсу генератора зображень та розширеного дизайну теорії ігор, що робить його універсальним та високоефективним ядром для різних навчальних систем. Його пере-налагоджувальна архітектура може бути застосована для моделювання різних сценаріїв, включаючи симулятори електронної війни, тренажери віртуального технічного обслуговування, тренажери для обладнання зв'язку, тренажери екіпажу, тренажери для тренувань і відпрацювання місії, пілотовані і безпілотні тренажери, інструктори з космічних команд і контролю та інші складні військові програми — чи то для моделювання електронної війни (англ. Simulator for Electronic Combat Training) (SECT), чи то для навчання технологічному процесу технічного обслуговування літаків F-35 Lightning II (англ. Aircraft Systems Maintenance Trainer) (ASMT).

## Математичне моделювання людей, суспільних груп і формацій для застосування їх в моделюванні технологічних процесів

### Моделювання робітників для розроблення і вдосконалення технологічних процесів
У процесі розроблення технологічного устаткування, обладнання, інструменту та пристосувань чи побутової техніки, а також, технологічних процесів їх застосування чи обслуговування та/або ремонту, важливою задачею є визначення і оцінка показників та характеристик ергономічності. Ефективним методом вирішення такої задачі є математичне моделювання. Яскравим прикладом може слугувати так званий Джек — математична модель людини. Ця модель дозволяє оптимізувати ергономічні характеристики конструкції обладнання та технологічних процесів і виробничих операцій або операцій з обслуговування чи ремонту обладнання.

### Моделювання солдатів для розроблення і доведення бойової техніки і спорядження
У процесі розроблення, вдосконалення і доведення до серійного виробництва бойової техніки і військового спорядження важливими завданнями є визначення статичних і динамічних антропоморфних характеристик солдат, характеристик, що описують їх здатність сприймати і переносити фактори ураження від різних типів зброї, бойові, фізичні, теплові, радіаційні та ін. навантаження як у бою, так і в процесі довготривалого транспортування чи пересування.
Під час проектування, доведення і постановлення на серійне виробництво легких бойових тактичних позашляхових броньованих автомобілів сімейства Oshkosh L-ATV застосування математичних моделей солдат (водіїв, стрілків, командирів, піхоти) дозволило вдосконалити ряд захисних характеристик цих автомобілів, у тому числі, протимінний захист, забезпечивши його на рівні автомобілів Oshkosh M-ATV (3-ій рівень захисту за STANAG 4569) із значно меншими габаритами і вагою за рахунок оптимізації конструкції корпусу, типорозмірів сидінь і їх кріплення.